# Equitazione ai Giochi della XXXII Olimpiade
Le gare di equitazione dei Giochi della XXXII Olimpiade si sono svolte dal 24 luglio al 7 agosto 2021 al Baji-kōen di Tokyo, ad esclusione delle prove di cross country che si sono tenute al Central Breakwater. Si sono disputati sei eventi: concorso completo individuale e a squadre, dressage individuale e a squadre, salto ostacoli individuale e a squadre.

## Qualificazioni
I 200 posti quota per l'equitazione sono stati divisi tra le tre discipline (75 per il salto ostacoli, 65 per il completo e 60 per il dressage). Le squadre di ciascuna disciplina erano composte da tre coppie di cavalli e cavalieri; qualsiasi NOC che ha qualificato una squadra (20 squadre per il salto ostacoli, 15 ciascuna per il completo e il dressage) ha ricevuto anche 3 iscrizioni nella competizione individuale per quella disciplina. I NOC che non si qualificavano come squadre potevano guadagnare un posto individuale nel dressage e nel salto ostacoli, e fino a due posti individuali nel completo, per un totale di 15 iscrizioni nel salto e nel dressage e 20 nel completo. Le squadre si qualificano principalmente attraverso competizioni specifiche (Giochi equestri mondiali e tornei continentali), mentre gli individui si qualificano attraverso la classifica. La nazione ospitante, il Giappone, ha qualificato automaticamente una squadra in ciascuna disciplina

## Calendario
| Salto ostacoli    |  |  |  |         |             |  |  |  |  |                     |  | Individuale |  |  | Squadre | 2 |
| Dressage          |  |  |  | Squadre | Individuale |  |  |  |  |                     |  |             |  |  |         | 2 |
| Concorso completo |  |  |  |         |             |  |  |  |  | Individuale Squadre |  |             |  |  |         | 2 |
| Totale            |  |  |  | 1       | 1           |  |  |  |  | 2                   |  | 1           |  |  | 1       | 6 |

|  | Qualificazioni |  | Finali |

## Podi
| Evento                 | Oro | Perf.  | Argento | Perf.  | Bronzo | Perf.  |
| Salto ostacoli         | |        | |        | |        |
| Individuale (dettagli) | Ben Maher (Explosion W)                                                                                        | 37,85  | Peder Fredricson (All In)                                                                                     | 38,02  | Maikel van der Vleuten (Beauville Z)                                                                               | 38,90  |
| A squadre (dettagli)   | Svezia Henrik von Eckermann (King Edward) Malin Baryard-Johnsson (Indiana) Peder Fredricson (All In)           | 8      | Stati Uniti Laura Kraut (Baloutinue) Jessica Springsteen (Don Juan van de Donkhoeve) McLain Ward (Contagious) | 8      | Belgio Pieter Devos (Claire Z) Jerome Guery (Quel Homme de Hus) Gregory Wathelet (Nevados S)                       | 12     |
| Dressage               | |        | |        | |        |
| Individuale (dettagli) | Jessica von Bredow-Werndl (TSF Dalera)                                                                         | 91,732 | Isabell Werth (Bella Rose 2)                                                                                  | 89,657 | Charlotte Dujardin (Gio)                                                                                           | 88,543 |
| A squadre (dettagli)   | Germania Jessica von Bredow-Werndl (TSF Dalera) Dorothee Schneider (Showtime FRH) Isabell Werth (Bella Rose 2) | 8178   | Stati Uniti Sabine Schut-Kery (Sanceo) Adrienne Lyle (Salvino) Steffen Peters (Suppenkasper)                  | 7747   | Gran Bretagna Charlotte Fry (Everdale) Carl Hester (En Vogue) Charlotte Dujardin (Gio)                             | 7723   |
| Concorso completo      | |        | |        | |        |
| Individuale (dettagli) | Julia Krajewski (Amande de B'Neville)                                                                          | 26,00  | Tom Mcewen (Toledo de Kerser)                                                                                 | 29,30  | Andrew Hoy (Vassily de Lassos)                                                                                     | 29,60  |
| A squadre (dettagli)   | Gran Bretagna Tom Mcewen (Toledo de Kerser) Laura Collett (London 52) Oliver Townend (Ballaghmor Class)        | 86,30  | Australia Kevin McNab (Don Quidam) Shane Rose (Virgil) Andrew Hoy (Vassily de Lassos)                         | 100,20 | Francia Nicolas Touzaint (Absolut Gold) Karim Florent Laghouag (Triton Fontaine) Christopher Six (Totem de Brecey) | 101,50 |

## Medagliere
| Pos.   | Paese         | Oro | Argento | Bronzo | Totale |
| ------ | ------------- | --- | ------- | ------ | ------ |
| 1      | Germania      | 3   | 1       | 0      | 4      |
| 2      | Gran Bretagna | 2   | 1       | 2      | 5      |
| 3      | Svezia        | 1   | 1       | 0      | 2      |
| 4      | Stati Uniti   | 0   | 2       | 0      | 2      |
| 5      | Australia     | 0   | 1       | 1      | 2      |
| 6      | Belgio        | 0   | 0       | 1      | 1      |
| 6      | Francia       | 0   | 0       | 1      | 1      |
| 6      | Paesi Bassi   | 0   | 0       | 1      | 1      |
| Totale | Totale        | 6   | 6       | 6      | 18     |